# Iseler
Der Iseler ist ein 1876 m ü. NHN hoher Nebengipfel des Kühgundkopfs in den Allgäuer Alpen.
Er ist der "Hausberg" von Oberjoch und Bad Hindelang. Er gehört zum Rauhhornzug, dessen nördlichen Abschluss er zusammen mit dem Kühgundkopf bildet.

## Geologie
Beim Iseler handelt es sich um einen Hauptdolomit-Gipfel auf einem Sockel aus Lias-Fleckenmergel und Kössener Schichten (d. h. wechsellagernd feinblättrige Mergel mit dunklen, dichten und gut gebankten Kalken).

## Aufstieg
Auf den Iseler führte bis vor einigen Jahren ein Einzelsessellift. Dieser wurde umgebaut zu einer Sechser-Sesselbahn. Im Winter ist dort ein Skigebiet. Auf den Gipfel des Iseler führen folgende Wege:
- Von Oberjoch (1136 m) über Ochsenalpe und Iselerplatzhütte (ca. 2 Std.)
- Von Oberjoch über Gundalpe und Wiedhaghütte (ca. 2 Std.)
- Von Oberjoch über hintere Wiedhagalpe, Kühgundkopf und Iselergrat (ca. 4 Std.)
- Von Bad Oberdorf (822 m) über Ochsenberg (ca. 3 Std.)
- Von Hinterstein (866 m) über die Zipfelsalpe (ca. 3 Std.)
- Von Schattwald (1072 m) durchs Stuibental (ca. 2,5 Std.)
- Von der Bergstation der Iselerbahn (Oberjoch) (ca. 45 min.)
- Von der Bergstation der Wannenjochbahn (Schattwald) über Stuibensattel und Zipfelsalpe (ca. 1,5 Std.)
- Von der Bergstation der Wannenjochbahn (Schattwald) über Kühgundkopf und Iselergrat  (ca. 2 Std.)

## Klettersteig

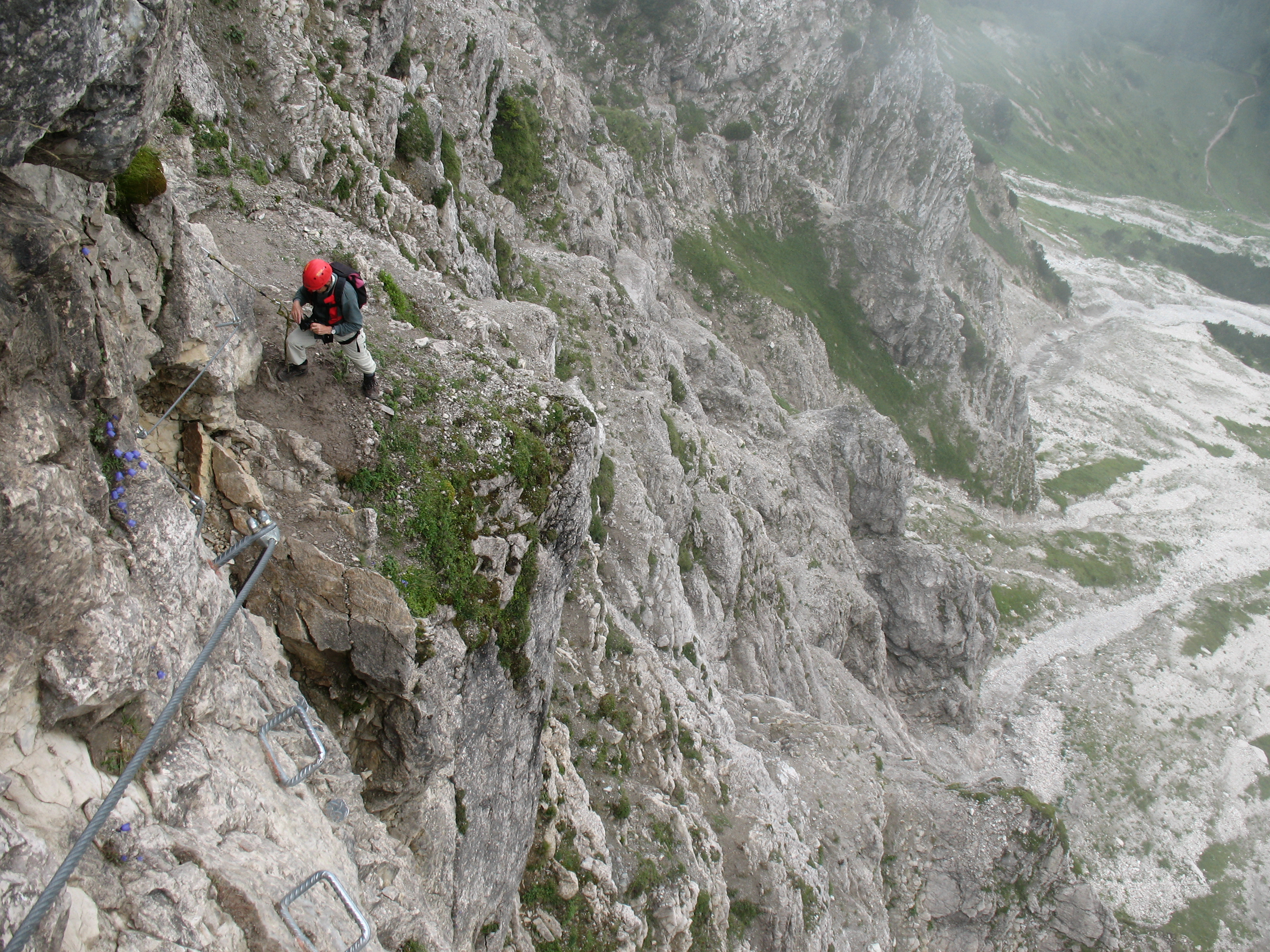
Klettersteig: Bergführerplatte

Seit Juli 2008 führt oberhalb der Bergstation der Iseler-Bergbahn ein Klettersteig auf den Iselergipfel und von dort weiter zum Kühgundkopf. Der erste Teil vom Einstieg zum Iselergipfel hat eine Länge von 800 Metern und hat an der Schlüsselstelle Bergführerplatte eine Schwierigkeit von C. Im übrigen ersten Teil liegt die Schwierigkeit bei B. Vom Gipfel wird ein kleines Stück zurückgeklettert, bevor der zweite Teil über eine glatte Platte hinabführt. Er führt durch die Flanke unter dem Iselergipfel zur Iselerscharte, hier ein Stück auf dem Normalweg entlang und wieder hinab in die Flanke und durch Gras- sowie Schrofengelände zum Kühgundkopf. Schlüsselstelle des zweiten Teils ist die Schusterplatte, wiederum mit Schwierigkeit um C. Aus Naturschutzgründen ist der Klettersteig zwischen November und Juni für Begehungen gesperrt. Die Erbauung des Klettersteigs wurde unterstützt von der Outdoor-Firma Salewa, weshalb der Steig auch Salewa-Klettersteig benannt wurde. Seit 2021 ist der Klettersteig nach der Outdoor-Firma Edelrid benannt, und heißt Edelrid-Klettersteig.

## Tour
Vom Iseler führt ein Höhenweg über Bschießer (2000 m) und Ponten (2044 m) zum Zirleseck (1872 m). Von dort erreicht man die Willersalpe, von wo aus man entweder ins Tal absteigen, eine Unterbrechung einlegen oder die Bergwanderung über den Jubiläumsweg fortsetzen kann. Ab der Bergstation der Iselerbahn bis zur Willersalpe werden ca. dreieinhalb Stunden benötigt. Dabei können mit entsprechendem zeitlichen Mehraufwand die Rohnenspitze (1990 m) und das Gaishorn (2247 m) bestiegen werden.

## Bilder

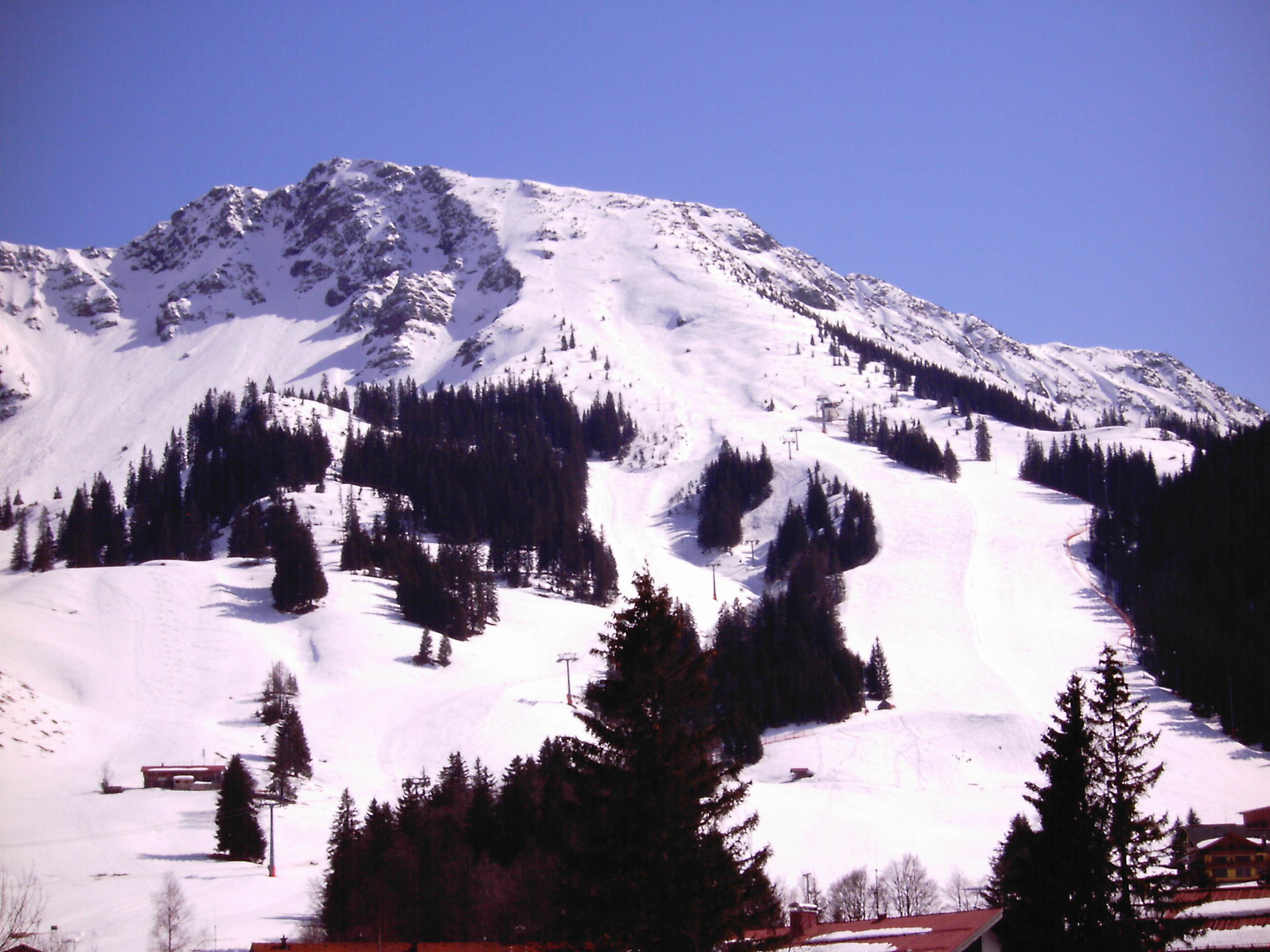
Blick von Oberjoch zum Iseler
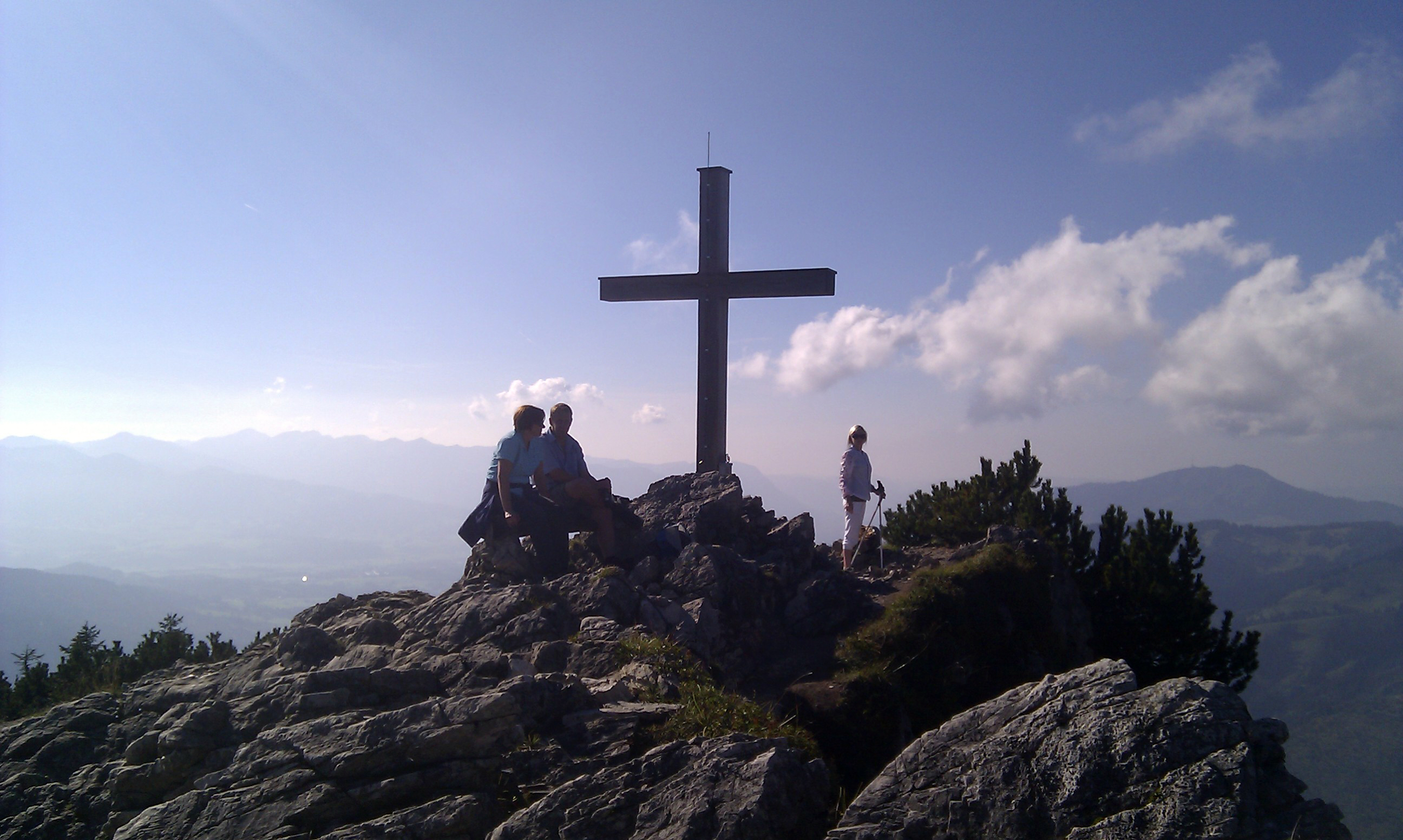
Gipfelkreuz
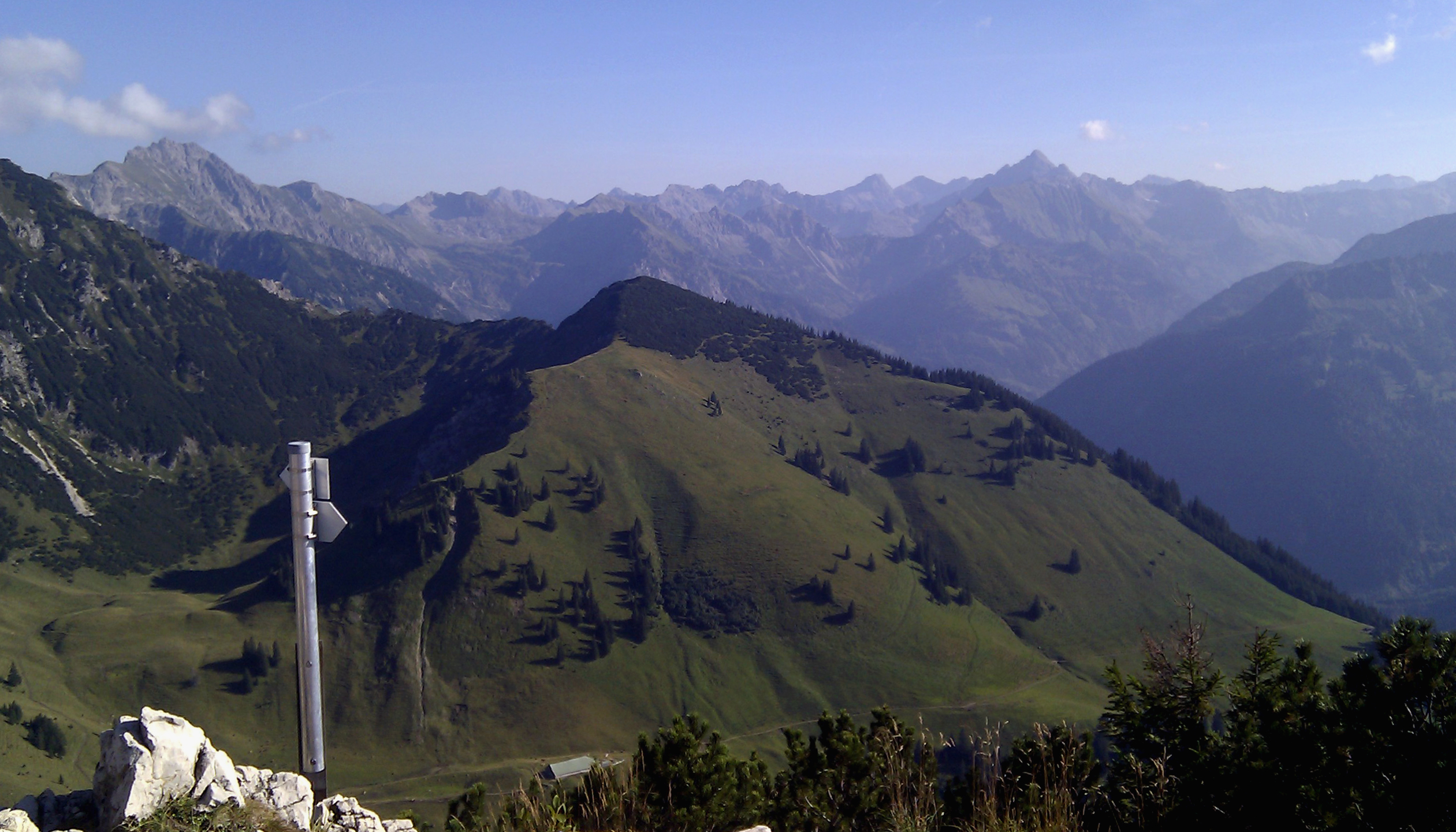
Blick vom Iseler auf den Stuibenkopf, unten im Bild die Zipfelsalpe.
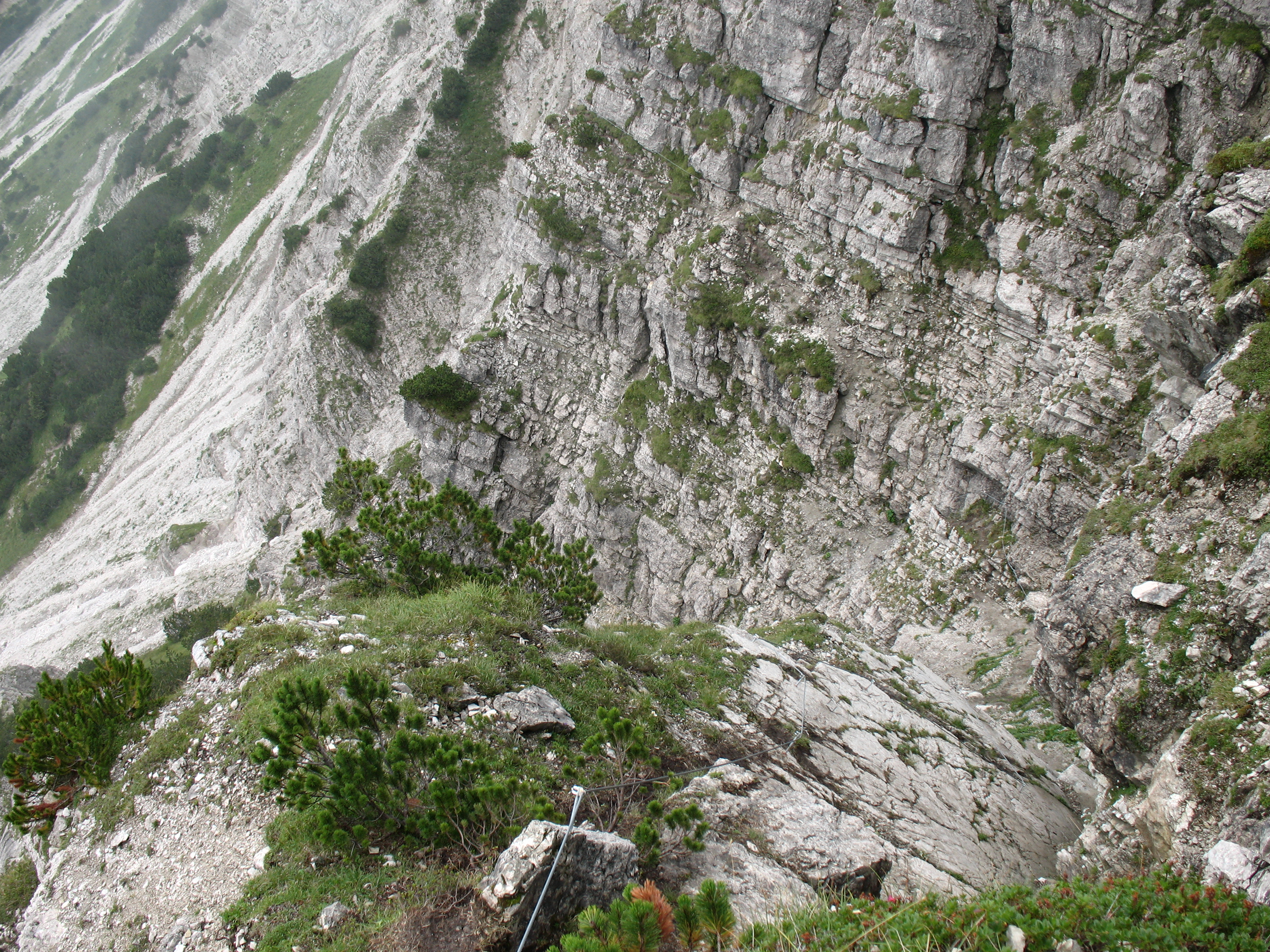
Klettersteig Teil II im Schrofengelände
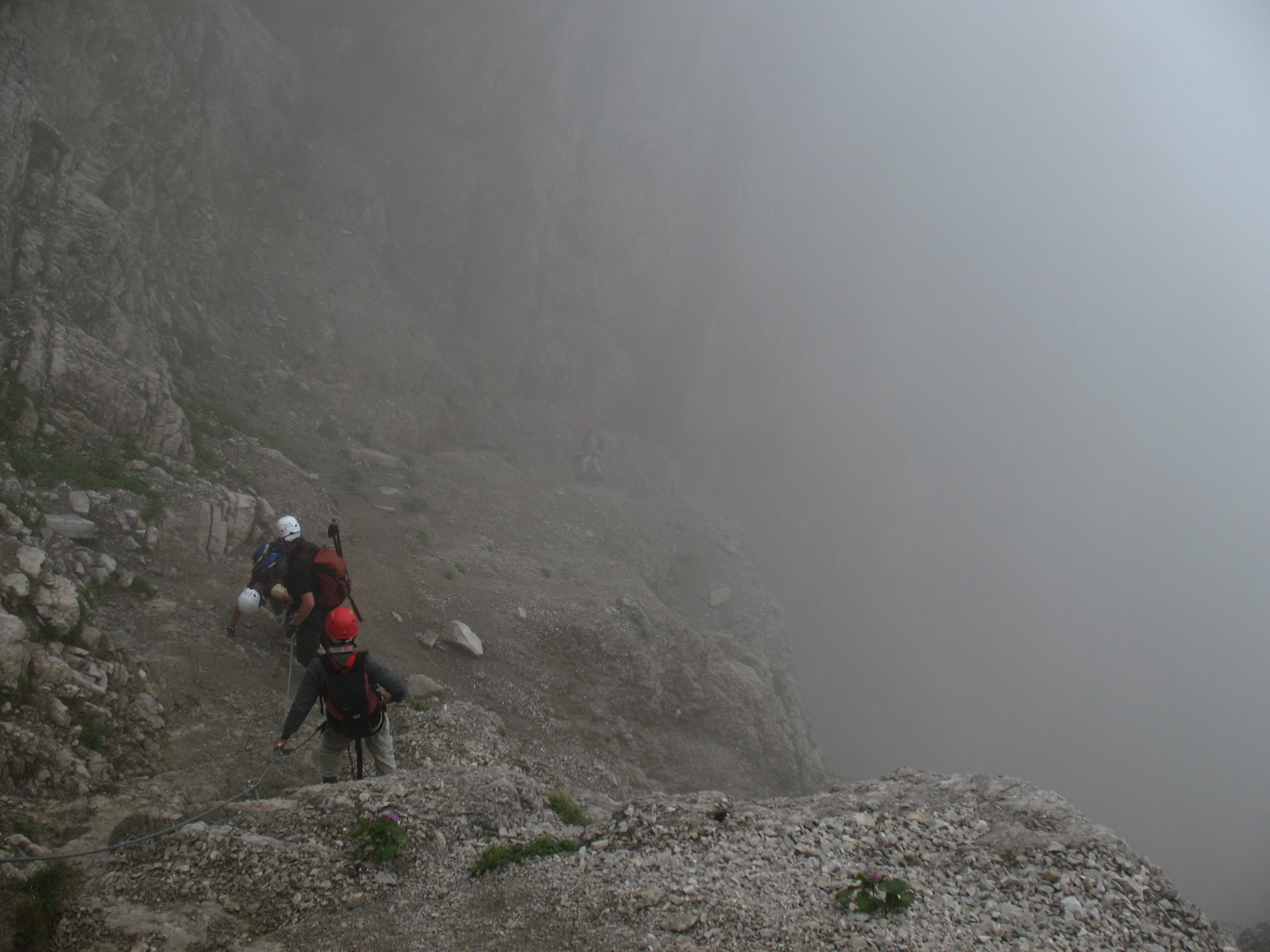
Im ersten Teil des Klettersteigs

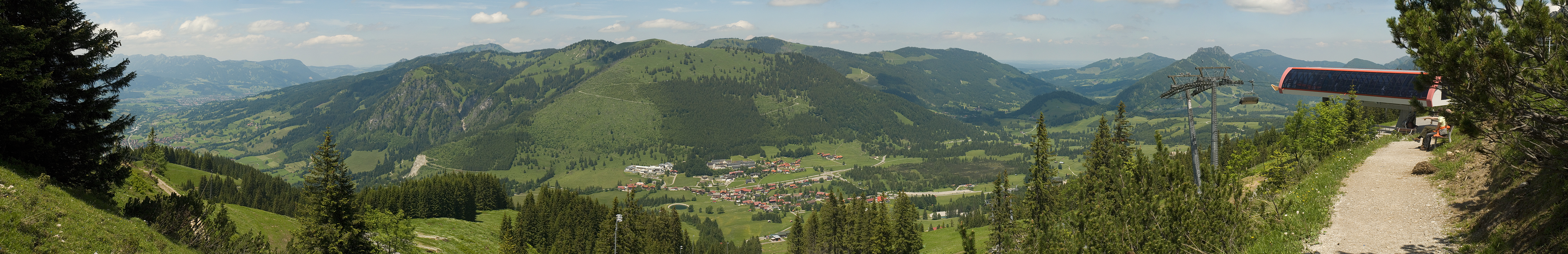
Blick vom Iseler auf Oberjoch in der Bildmitte, rechts an den Ort angrenzend das Kematsried-Moos und ganz rechts die Bergstation der Iselerbahn auf 1559 m Höhe.